# Буневацко-шокшская партия
Буневацко-Шокшская партия (хорв. Bunjevačko-šokačka stranka, сокр. B-Š stranka; серб. Буњевачко-шокачка странка) — хорватская политическая партия в Королевстве Сербов, Хорватов и Словенцев. Играла заметную роль в югославской политике в 1920—1926 годах. Выражала политические интересы хорватов региона Бачка.

## История
Учредительное собрание Буневацко-шокской партии состоялось 15 сентября 1920 года. Многие выступали против этого названия, предпочитая, чтобы партия называлась Хорватской партией Воеводины. Буневацко-шокская партия продолжила традицию организованной политической активности хорватов Бачки — буневцев и шокцев — которые имели собственные политические движения еще до Первой мировой войны. Первые следы буневацко-шокского движения следует отнести к 90-м годам XIX столетия, когда молодые хорватские интеллектуалы из Суботицы доктор Степан Матиевич, доктор Вранье Сударевич, Бено Сударевич, Марко Степич, Андрия Степич и Пайо Вуйкович основали ассоциацию буневацких хорватов «Круг молодежи» (хорв. Kolo mladeži).
Актив Буневацко-шокшской партии составила организация хорватов Сомбора «Буневацкий круг» (хорв. Bunjevacko kolo), основанная в 1921 году.
В это время в Югославии начинается период активного партийного строительства, и видные представители хорватов Бачки решили продолжить участие в политической жизни, основав региональную хорватскую партию Бачки и Бараньи.
Концептуально Буневацко-шокшская партия выступала за единое государство, но отстаивала автономный статус Воеводины, выступала за сохранение муниципального и конфессионального управления школой, уравнение в правах Католической церкви и Сербской православной церкви, аграрную реформу. Со временем, дух хорватского национального самоопределения все больше овладевал умами лидеров партии.
На выборах в скупщину в 1920 и 1923 году партия добилась заметных результатов. Несмотря на то, что тема хорватской идентичности буневцев и шокцев не артикулировалась, чтобы не провоцировать конфликт с новыми сербскими властями в Белграде, Буневацко-шокшская партия не скрывала хорватский фактор, в отличие от просербской аграрной партии. Среди сторонников Буневацко-шокшской партии было также небольшое количество хорватов, которые не идентифицировали себя в таком качестве, но не желали голосовать за просербские партии, в том числе по конфессиональным причинам (большинство сербских партий выступало за особый статус Сербской православной церкви). Сосуществование двух течений в рамках одной партии было возможным из-за того, что процесс национального самоопределения хорватов Бачки еще не завершился.
Показательно, что Мишко Пречич, редактор единственной хорватской газеты «Суботица» в 1925—1929 году, считал себя югославом.
В 1920 году на выборах в Учредительную скупщину партия получила относительное большинство голосов в округе Суботица, опередив Коммунистическую партию Югославии, аграрную партию, Хорватскую народную партию и Радикальную партию, что позволило провести в Скупщину трех депутатов — Блашко Райича, Франьо Сударевича и Стефана Войнича Тунича, а также в районе Сомбор (где она уступила радикалам, но обошла демократов и коммунистов, выступив наравне с социалистами), что позволило стать депутатом Ивану Эветовичу.
На парламентских выборах 1923 году партии удалось провести трех депутатов — Иветовича, Райича и Сударевича. После смерти Эветовича в 1923 году, его мандат получил Антон Бошняк, а в 1924, после смерти Сударевича, депутатом стал Мишко Пречич.
В 1924 году Буневацко-шокшская партия поддержала июльское правительство Демократической партии Любо Давидовича. Согласно коалиционному соглашению, бачко-бараньские хорваты должны были получить должности мэров в Сомборе и Суботице, глав уездов в Тополе, Сомборе, Апатине, Батине, Дарде и Оджаце, и должности нотариусов в 33 муниципалитетах Бачки и Бараньи. Однако, это правительство пало еще до того, как соглашение было реализовано.
Эти успехи активизировали разногласия в партии на счет политического будущего хорватов Бачки, и 28 ноября 1924 года в партии произошел раскол. Некоторые члены партии продолжали настаивать на политической самостоятельности (это крыло получило название «pučkaškova», то есть народного), в то время, как другая группа во главе со Стефаном Радичем, взяла курс на сближение с Хорватской республиканской крестьянской партией (хорв.: Hrvatska republikanska seljačka stranka). В этот период лидером Буневацко-шокшской партии был Иосип Вукович-Жидо. В результате кризиса партию покинул Блажко Райич, который основал Народную партию Воеводины. Последующие годы были отмечены жесткой конфронтацией этих двух организаций.
На выборах 1925 года большинство хорватов Бачки поддержали Буневацко-шокшскую партию, которая демонстрировала все большую близость к Хорватской крестьянской партии Степана Радича. Однако раскол сделал свое дело: партия получила лишь четверть от результата 1923 года в своем опорном округе — Суботице, и лишилась парламентского представительства.
19 сентября 1925 года партия участвовала в организации празднования тысячелетия основания Хорватского королевства. На площади короля Томислава было организовано открытие мемориальной доски с надписью «Мемориальная доска тысячелетия Хорватского королевства. 925—1925 год. Установлена хорватами Буневаца».
Закономерным итогом сближения с партией Радича стало объединение партий в 1926 году, после чего Хорватская крестьянская партия стала крупнейшей хорватской партией в Баранье и Бачке. Об объединении было объявлено на собрании 24 мая 1926 года в Сомборе, где также присутствовало руководство Крестьянской партии во главе со Стефаном Радичем. Местные организации партии стали организациями Хорватской крестьянской партии.
Партия выпускала газету «Невен» (хорв.: Neven), которая после объединения стала печатным органом структур Хорватской крестьянской партии в Среме и Воеводине.

## Результаты партии
| год | 1920    | 1923   | 1925  |
| --- | ------- | ------ | ----- |
| абсолютный результат, голосов                                                                              | 52 333* | 12 793 | 4 679 |
| относительный результат, %                                                                                 | 3,3     | 0,6    | 0,2   |
| количество замещенных мандатов                                                                             | 4       | 3      | 0     |
| *в составе блока с Хорватской народной партией; список получил 13 мандатов, из них на долю БШП пришлось 4) |         |        |       |

## Известные члены партии
- Иван Эветович, известный деятель хорватского национального движения из Сомбора, депутат Скупщины
- Стефан Войнич Тунич, юрист, хорватский общественный, политический и культурный деятель из Бачки, редактор газеты «Невен», депутат Скупщины
- Франьо Сударевич, депутат Скупщины, врач и журналист
- Блажко Райич, хорватский общественно-политический деятель, священник, писатель, поэт. первый председатель Буневацко-шокшской партии, основатель хорватской партии Воеводины, участник Парижской мирной конференции 1919 года.